# Hegyi sármány
A hegyi sármány (Emberiza tahapisi) a madarak osztályának verébalakúak (Passeriformes) rendjébe és a sármányfélék (Emberizidae) családjába tartozó faj.
A magyar név forrással nincs megerősítve.

## Előfordulása
Afrikában Angola, Benin, Botswana, Burkina Faso, Burundi, Csád, a Dél-afrikai Köztársaság, Elefántcsontpart, Dzsibuti, Egyiptom, Eritrea, Etiópia, Gabon, Gambia, Ghána, Guinea, Jemen, Kamerun, Kenya, a Közép-afrikai Köztársaság, a Kongói Demokratikus Köztársaság, a Kongói Köztársaság, Lesotho, Libéria, Malawi, Mali, Mauritánia, Mozambik, Namíbia, Niger, Nigéria, Omán, Ruanda, Szenegál, Sierra Leone, Szomália, Szudán, Szváziföld, Tanzánia, Togo, Uganda, Zambia és Zimbabwe területén honos.

## Alfajai
- Emberiza tahapisi arabica
- Emberiza tahapisi goslingi
- Emberiza tahapisi insularis
- Emberiza tahapisi nivenorum
- Emberiza tahapisi septemstriata
- Emberiza tahapisi tahapisi